# Phineas Gage

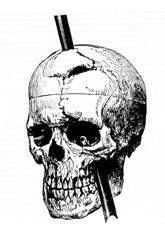
1868 - Diagrama craniului lui Phineas Gage

Phineas Gage (n. 9 iulie 1823 (dată incertă), Comitatul Grafton, New Hampshire, SUA - d. 21 mai 1860, San Francisco Bay Area, California, SUA) a fost un maistru într-o echipă de construcții feroviare, având 4 frați mai mici. El a rămas în istoria medicinei ca supraviețuitor al unui dramatic accident din 13 septembrie 1848, în care i-a fost distrus o parte din creier.
În urma unei explozii, o bară de fier i-a pătruns în obrazul stâng și a ieșit prin partea superioară a craniului.
Cazul său a atras atenția specialiștilor și a promovat interesul studiului relației dintre anumite zone ale creierului și anumite trăsături de comportament. Unele schimbări temporare au fost exagerate, fiind interpretate greșit rezultatele doctorului John Martyn Harlow. Cât timp a stat în New England (1849-1852), a lucrat timp de cca. 18 luni pentru un proprietar de grajd  și serviciu de transport cu trăsura. Pe 18 mai 1860, Gage a plecat din Santa Clara, mergând acasă la mama sa. Pe 20 mai, la 5 dimineața, a avut o convulsie severă. Medicul familiei a fost chemat, l-a tratat, dar convulsiile erau frecvente și a murit pe 21 mai în status epilepticus, fiind îngropat în Cimitirul Lone Mountain din San Francisco. Mai târziu, craniul a fost exhumat la cererea medicului Harlow, fiind acum expus cu bara de fier în Muzeul de Anatomie Warren din Boston, iar celelalte rămășițe au fost mutate în 1940 în Parcul Memorial Cypress Lawn (aflat în orașul Colma din Comitatul San Mateo, California).